# Большие и маленькие
«Большие и маленькие» — советский художественный фильм 1963 года, киноповесть.

## Содержание
Психологическая семейная драма. Фильм снят по мотивам «Книги для родителей» Антона Макаренко, посвящённой жизни трудных детей. Начинается действие фильма на родительском собрании. Сам фильм состоит из трёх новелл. В каждой новелле представлена история из жизни ребёнка-подростка в своей семье.
Первая новелла повествует о талантливом ребёнке-художнике; вторая — о сильно избалованной девочке, которая своими прихотями ставит мать на грань отчаяния; в третьей — о переживаниях мальчика, отец которого лжёт, а родители в итоге разводятся.

## В ролях
- Иванова, Олеся — Мария Петровна Горохова
- Василий Горчаков — Боря Горохов
- Николай Бармин — Николай Иванович
- Витя Климов — Костя, сын Николая Ивановича
- Нина Меньшикова — Вера Игнатьевна Коробова
- Лев Свердлин — Андрей Степанович
- Владимир Трошин — Коробов
- Василий Ливанов — Сергей Сергеевич, классный руководитель
- Софья Павлова — Евгения Алексеевна Соколова
- Юрий Пузырёв — Юрий Николаевич Васильев
- Любовь Виролайнен — Тамара Коробова
- Саша Чижик — Павлуша Коробов
- Манефа Соболевская — мама на школьном собрании
- Геннадий Некрасов — Николай Алексеевич Соколов, отец Оли и Игоря
- Юра Шаров — Игорь Соколов
- Алёна Сеплянская — Оля Соколова
- Зоя Толбузина — Нюрка
- Арутюн Акопян — фокусник в кафе
- Александр Граве — Сергей Александрович
- Наталья Гицерот — Рита, стенографистка
- Клавдия Лепанова — Зинаида Михайловна, мать Вари
- Лидия Королёва — мама на школьном собрании
- Клавдия Хабарова — мама Кости
- Аркадий Цинман — Яков Семёнович
- Юрий Чекулаев — отец Кати Беспаловой
- Зоя Василькова — Зоя Николаевна, мама Люси
- Николай Романов — папа Мухина
- Светлана Старикова — Тася, машинистка
- Валерий Рыжаков — читатель
- Александра Данилова — сотрудница Соколова
- Зинаида Сорочинская — соседка

## Съёмочная группа
- Автор сценария: Иосиф Маневич
- Режиссёр: Мария Фёдорова
- Оператор:
- Художник: Пётр Галаджев

## Технические данные
- СССР, 1963 год
- Киностудия имени Максима Горького